# Mtawanya (Mtwara)
Mtawanya ist ein Verwaltungsbezirk (Ward) des Distrikts Mtwara (MC) in der tansanischen Region Mtwara.

## Geografie
Mtawanya liegt im Südosten von Tansania im Südosten der Regionshauptstadt Mtwara. Der Bezirk grenzt im Norden an Likombe, den Indischen Ozean und Msanga Mkuu, im Osten an Ziwani, im Süden an Moma, im Westen an Naliendele und im Nordwesten an Ufukoni und Magomeni. Bei der Volkszählung 2022 lebten 7183 Menschen in 2104 Haushalten auf einer Fläche von 34 Quadratkilometern.

## Gliederung
Der Bezirk besteht aus sieben Stadtteilen (Mtaa):
- Namayanga
- Chihiko
- Mtawanya Hospitali
- Mtawanya Sokoni
- Mangamba Chini
- Mangamba Juu
- Uwanja wa Ndege

## Infrastruktur
- Bildung: Im Bezirk gibt es zwei weiterführende Schulen, die beide staatlich sind.[8] Die Mangamba Secondary School ist eine Tagesschule mit einer Ausbildung bis zur 4. Stufe,[9] die Mtwara Girls Secondary School eine Internatsschule für Mädchen bis zur 6. Stufe.[10]
- Gesundheit: Im Bezirk liegt eine staatliche Apotheke.[11]
- Flughafen: Der Flughafen Mtwara hat zwei Landebahnen, wobei die Hauptlandebahn mit einer Länge von 2259 Metern asphaltiert ist.[12] Precision Air führt regelmäßig Flüge nach Daressalam durch.[13]